# 钟山宾馆
钟山宾馆又稱江蘇省會議中心，是位於中國江蘇省南京市玄武区的一個賓館，也是中共江蘇省委和江蘇省人民政府的公务接待處和会议召開的場所。它包括勵志社舊址以及一座28層大樓。

## 歷史
1949年渡江戰役後，中國人民解放軍南京市軍事管制委員會接管励志社並將其改为华东军区干部子弟学校，1953年改为空军中苏友好交际处。1956年1月，當地成為中共江苏省委招待所，因當地位于中山东路307号，所以又称中山东路307招待所。1990年12月8日，改称钟山宾馆以及江蘇省會議中心。同時賓館對普通人開放。
2000年，钟山宾馆集团成立，除了原本的江苏省会议中心，江苏饭店、古林饭店等事业单位也劃入钟山宾馆集团。